# 徐桑楚
徐桑楚（1916年—2011年8月23日），原名徐诚炜，男，浙江鄞县人，中國电影制片人。从影期间，他担任了《林则徐》、《李双双》、《老兵新传》、《红楼梦》、《白求恩大夫》、《天云山传奇》、《巴山夜雨》、《喜盈门》、《牧马人》、《小街》、《城南旧事》等200多部经典影片的制片人，几乎囊括了中国电影优秀作品的半壁江山，是中华人民共和国电影事业的泰斗级人物。

## 生平
1949年起从事电影事业，历任长江电影制片厂厂长、海燕电影制片厂副厂长、上海电影制片厂厂长等职。
2011年8月23日14点5分因呼吸衰竭病逝，享年96岁。